# Tourisme durable
Pour les articles homonymes, voir Tourisme (homonymie).

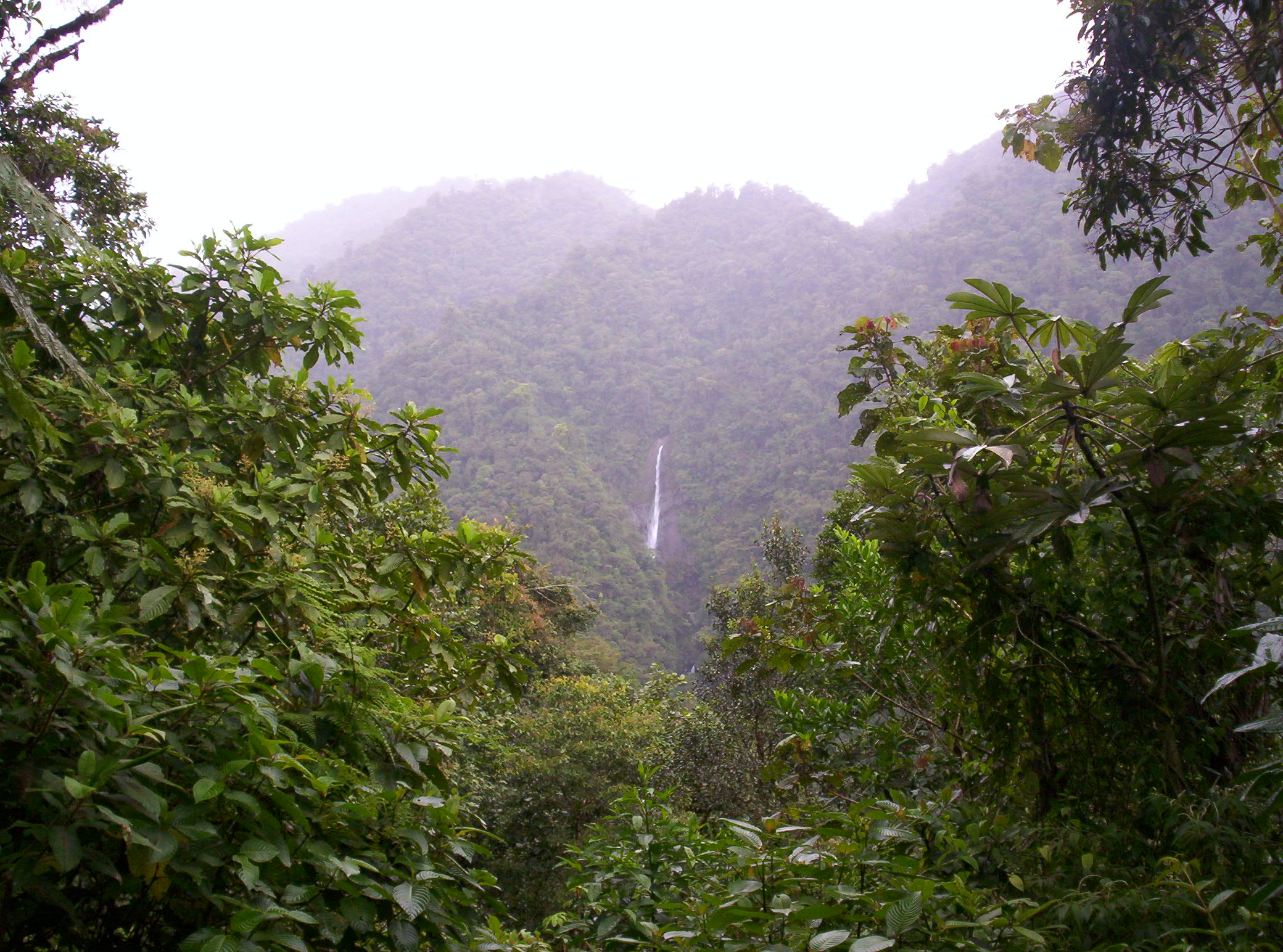
Tapantí National Park, situé dans la Área de Conservación La Amistad Pacífico, dans la partie sud du Costa Rica.

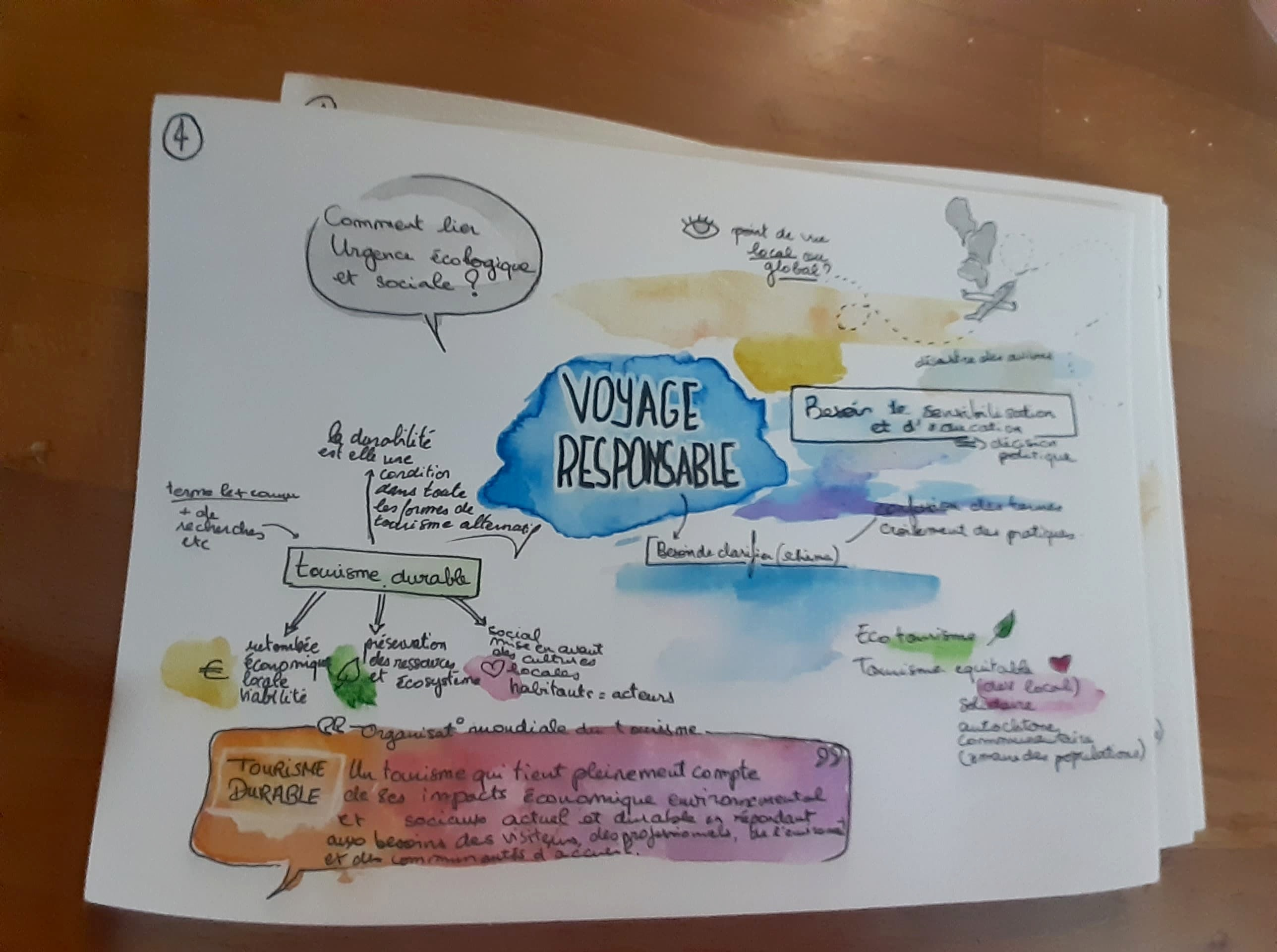
Tourisme durable

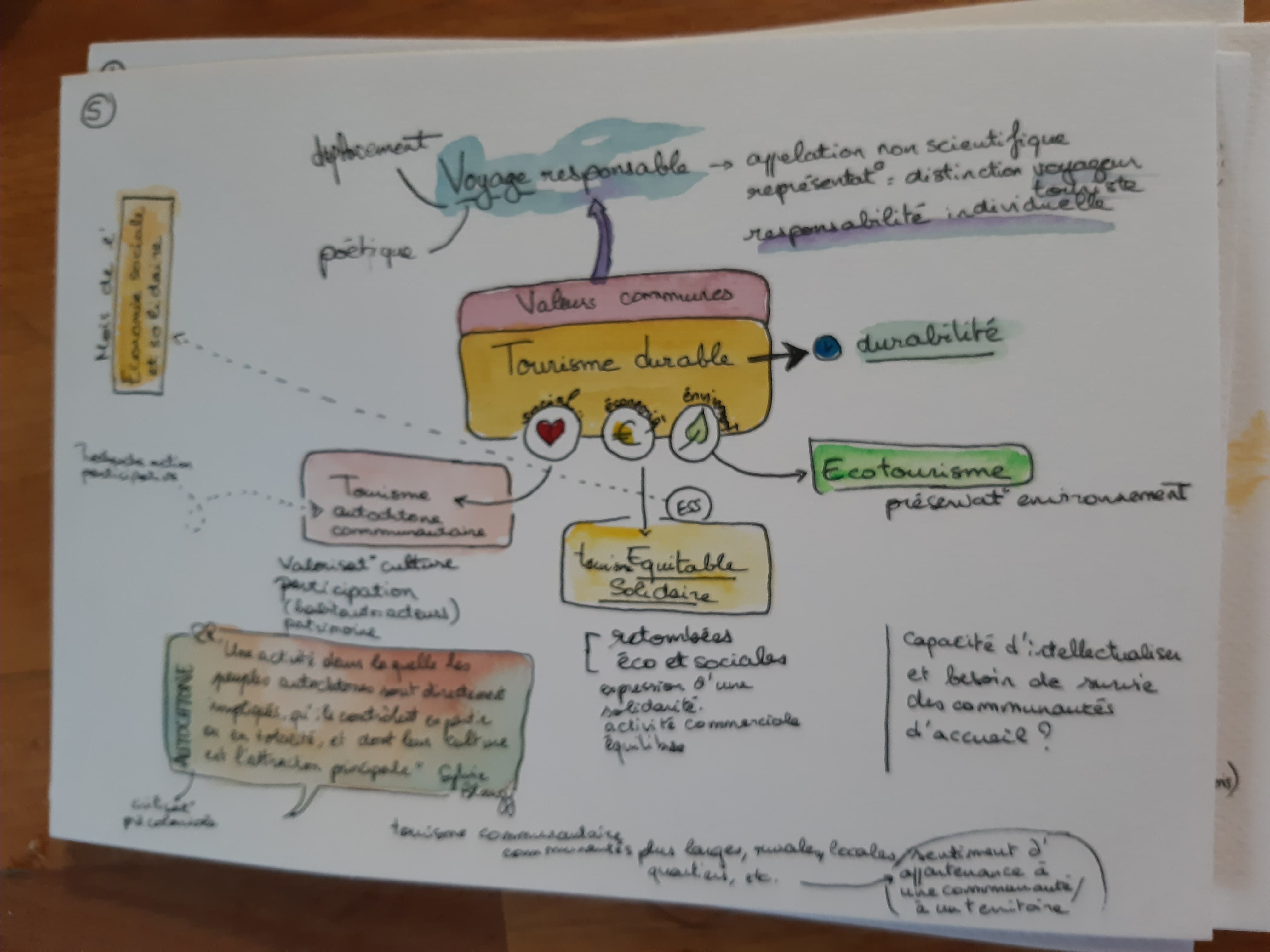

La notion de tourisme durable, utilisée depuis le XXIe siècle dans plusieurs pays sensibilisés à sa nécessité face au tourisme de masse devenu surtourisme, vise à respecter, préserver et mettre durablement en valeur les ressources naturelles, culturelles et sociales. En hausse en moyenne de 20 % par an en France, où l'agritourisme a même progressé de 80% en trois ans, il bénéficie de labels recommandés par l'Ademe, et dénonce un déséquilibre: 80 % à 95% du tourisme concentré sur 5 à 20 % du territoire, le nombre de voyageurs internationaux passant de 525 millions à 1,2 milliard de 1995 à 2016.
Visant à identifier puis réduire les impacts, selon l'Organisation mondiale du tourisme (OMT), par des mesures de précaution, compensatoires et conservatoires, il agit pour préserver la biodiversité, valoriser les emplois durables, sans creuser les inégalités, et inclure les différentes couches de la population locale. Ecotourisme, Tourisme rural, vert, culturel, alternatif, équitable, solidaire, slow ou responsable sont ses déclinaisons les plus connues.
Le Fodor's établit un classement des endroits où ne pas aller, pour les préserver, tandis que Google a concurrencé des prestataires au touristes comme Kayak, Expedia, ou TripAdvisor, en étant « créateur de technologies » leur permettant d'être « très actifs dans la coproduction de leur expérience touristique ».

## Histoire

### XXesiècle
Au début des années 1950, le célèbre guide Fodor's de l'écrivain Eugene Fodor séduit des britanniques "désireux de découvrir les peuples et les coutumes européens en dépensant l'argent juste nécessaire" et se vend à deux cents millions d'exemplaires par an, révolution similaire à celle en 1828 du format « de poche » du Rheinreise von Mainz bis Köln, premier des guides Baedeker.
Dans les années 1970, la recherche de "retour à la terre" favorise les produits traditionnels" puis les années 1980 jouent un rôle important dans l'histoire du tourisme durable,, cependant ignoré en 1992 par le Sommet de Rio.
En 1995, la Fédération européenne des espaces protégés (EUROPARC) créé une Charte européenne du tourisme durable,, parcs nationaux et régionaux signant aussi, en lien avec les voyagistes,, créant les deux seuls labels non conçus par des organismes privés.

### XXIesiècle

#### Années 2000
Fin 2000, le tourisme durable fut au centre de deux congrès, à Lille et Chamonix. Le premier propose une liste d'une quinzaine de chantiers potentiels. La maire de Calvia (Baléares), y déclare recevoir chaque année plus de 2 millions de visiteurs ce qui a « rapidement généré des problèmes » dès les années 1980.
En 2001, l’Organisation mondiale du tourisme(OMT) prévoit un doublement des arrivées internationales en Europe, à 717 millions de visiteurs par an, incitant à réfléchir aux impacts, et le Fonds mondial pour la Nature 11 millions de Britanniques prenant tous les ans leurs vacances en Méditerranée, où Maroc, Tunisie, Grèce, Turquie et Croatie accueilleront au total 350 millions de visiteurs par an, en appelant à encourager des pratiques plus responsables. L'OMT a lancé une fondation pour le tourisme durable et un "code d'éthique mondiale" en 2005, le salon World Trade Market (WTM) prévenant qu'un milliard de personnes voyageront bientôt hors de leurs frontières. Le "rapport Stern" sur l'effet du changement climatique, le premier mené par un économiste et non par un climatologue, le 30 octobre 2006, commence à faire effet et une journée annuelle mondiale du tourisme responsable est créée.

#### Années 2010
En 2010, trois chercheurs ont estimé qu'une prise de conscience des risques liés au tourisme commence à émerger au sein des entreprises, certaines les incluant dans stratégie de développement. L'association loi 1901 Tourism For Development (TFD) de Mustapha El Gendy, armateur égyptien, permet à l’hôtel d’accueil d'un séjour de reverser 1 dollar par nuit à un projet de développement local mené à proximité du site touristique. Le voyage est alors "estampillé TFD".
L’Organisation mondiale du tourisme (OMT) a décrété l'année 2017 : « Année internationale du tourisme durable pour le développement »,. La Journée internationale des monuments et des sites s'est donc déroulée sous le thème « patrimoine culturel & tourisme durable ». Au printemps 2018, dans le cadre de "Tech for Good" des géants du numérique, la plate-forme numérique Booking.com, très critiquée pour son impact sur l'environnement, s'est engagée à soutenir des start-up du tourisme durable", y consacrant cependant seulement 5 millions d’euros.

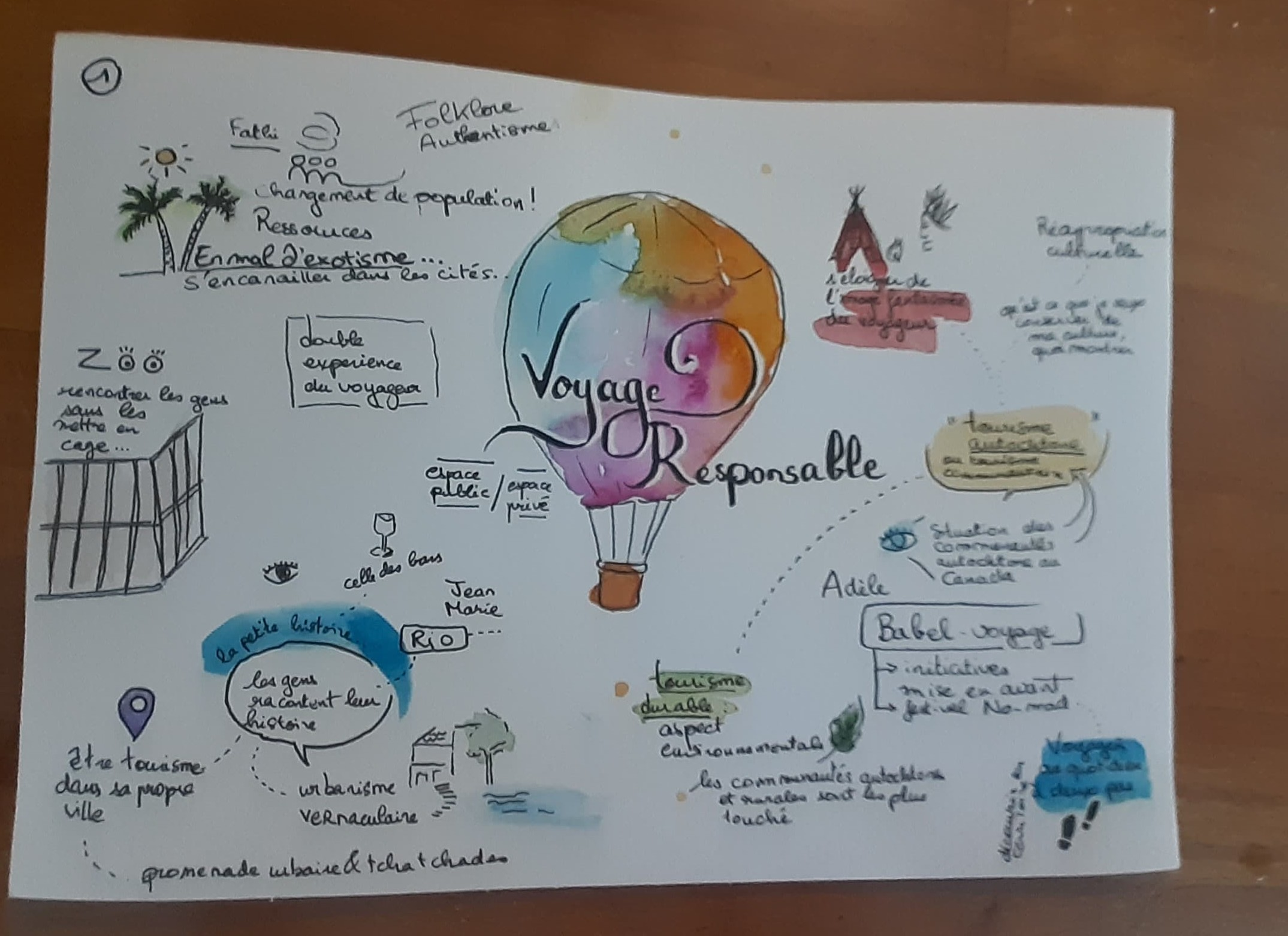

#### Crise du Covid
Après la mise à l'arrêt des voyages d'agrément pour cause de pandémie, l'Union européenne et le Parlement européen ont voulu « valoriser des destinations et des entreprises » dans l'espoir de propositions concrètes à un débat prévu à la rentrée 2020. Deux thématiques majeures ont dominé les réflexions : « l’offre numérique et la promotion d’un tourisme durable », le tourisme ayant été contraint de s’adapter à de nouvelles demandes et méthodes de travail, en particulier ia les besoins nouveaux en formation. Autre réflexion jugée alors en déficit, celle sur les conditions de travail, confirmée via une enquête auprès des professionnels. Ces réflexions sont stimulées par le fait qu'il n'est plus possible de visiter des attractions touristiques à partir de 2023, comme "Train Street" d'Hanoï au Vietnam avec ses trains qui passant à quelques centimètres des magasins, ou à Los Angeles The Underground Museum, spécialisé dans la défense des artistes de couleur, et à Singapour, Jurong Bird Park, "plus grand parc ornithologique d'Asie", à Dublin, le Musée des écrivains qui célébrait Samuel Beckett et Oscar Wilde.

#### Années 2020
L'« European Tourism Convention » du 12 octobre 2020 réunit une dizaine d'agences de voyage de différents pays d'Europe puis un vingtaine, autour du concept de « séjour Slow Tourism », déclinaison au tourisme du concept de « Slow Food », avec l'Agence française pour la biodiversité. Des voyagistes globalement déçus par cette conférence, soutenus par le journal L'Écho Touristique, rédigent un « Manifeste européen pour un tourisme durable », présenté le 30 novembre 2020 par Jean-Luc Madinier, fondateur de Sardaigne en liberté, membre de l'Association des Voyageurs et voyagistes éco-responsables et de l'Association italienne du tourisme responsable, avec Prosper Wanner, cofondateur de la plateforme coopérative de voyage Les oiseaux de passage, membre d'Acteurs du tourisme durable. Ce réseau créé en 2011 par des journalistes permet à des collectivités de devenir « destination touristique durable » comme le département de Haute-Garonne, à condition que les salariés y soient formés. Le manifeste est présenté devant la commission tourisme et transport du parlement européen puis tous les députés, aux côtés de l'European Travel Agents' and Tour Operators' Associations (ECTAA) et de l’hôtellerie (HOTREC). Des fonctionnaires de la Commission et une quinzaine de députés représentant « plusieurs États membres et un large éventail politique » les auditionnent. Ils formulent six propositions et des amendements au rapport sur le tourisme durable de la députée portugaise Cláudia Monteiro de Aguiar,. Leurs propositions insistent sur les « circuits courts avec le monde agricole local », et une compensation carbone à impact direct sur les secteurs d'accueil plutôt que reversant quelques euros, des scientifiques reconnus estimant qu'elle revient à s'octroyer un « droit à polluer ».

## Les pays du tourisme durable
Le classement des endroits où ne pas aller, pour les préserver,, publié par le guide américain Fodor's, mentionne explicitement Venise, Amsterdam, les Cornouailles, les calanques de Marseille, Etretat et plus généralement la Normandie, d'autres lieux de l'Europe (Rhin, Danube, Malaga, la Grèce), mais aussi de l'ouest américain (lac Powell, lac Mead, Arizona et Nevada). À l'autre opposé, le classement des villes américaines les plus durables de Lawn Starter mixte des critères de politique, développement durable, pollution, transports et production alimentaire. En tête, San Francisco (Californie), Boston (Massachusetts), New York, Oakland (Californie), San Diego (Californie, San José (Californie), Seattle, Baltimore (Maryland), Sacramento (Californie), Los Angeles (Californie), soit six villes de Californie sur dix.

### Europe

#### Allemagne
En 2014, Berlin a accueilli 11,9 millions de visiteurs, avec environ 28,7 millions de nuitée, le tourisme procurant 400 000 emplois, pour un chiffre d'affaires brut de plus de 10 milliards d'euro. La capitale allemande se classe à 12e place européenne pour les espaces verts par habitant. Le pays est connu pour ses infrastructures touristiques dites "green".

#### Autriche
Riche en forêt, avec une division "Sylviculture et Développement durable" au ministère fédéral de l'Agriculture, mais Vienne n'est que 14e au palmarès européen malgré son Museumsquartier, où quartier des musées érigé dans les années 1990 dans les anciennes écuries impériales.

#### Belgique
En Belgique, le manque d'information claire et l'indifférence des autorités sont considérés comme des freins au développement du tourisme durable. Les étudiants de la Haute école Robert Schuman de Libramont, constatant qu'"aucun guide n'existait encore en la matière", ont publié le premier "Guide du tourisme durable en Wallonie" en 2016.

#### Espagne
Madrid, 15e ville la plus verte d'Europe, profite d'un statut de principal organisateur de foire en Europe. Le gouvernement veut une stratégie de tourisme durable à l'horizon 2030[réf. nécessaire] pour transformer peu à peu le « soleil et plages » en tourisme plus soutenable, tout en maintenant un maximum d'emplois.

#### Italie
L'Association italienne du tourisme responsable a innové par une charte nationale regroupant 63 associations et coopératives, puis 86 membres en 2009, avec un festival de tourisme responsable à Bologne à la fin des années 2000, puis le Festival du tourisme responsable Itaca. Elle s’est impliquée via le voyagiste Sardaigne en liberté dans la valorisation de l'âne sarde comme figure de la randonnée en Sardaigne, depuis la reconnaissance de transhumance en Sardaigne et en Italie par l'UNESCO. Un ancien sentier parcourt du nord au sud cette île accessible par train jusqu’à Toulon, Barcelone (Espagne) ou Livourne (Italie), puis bateau jusqu’à Porto Torres. Dans les années 2010, il a été « progressivement remis en état et balisé ». Huit jeunes ont créé le site internet Vas'entiero répertoriant « parcours, étapes, hébergements et curiosités », pour découvrir fromages, plantes et baies du patrimoine local, ou les culurgionis, traditionnels raviolis sardes, dans une région qui se distingue par la longévité de ses habitants et des centenaires beaucoup plus nombreux qu'ailleurs en Europe. La coopérative viticole de Jerzu assure la promotion d’artistes comme Maria Lai, figure locale de l’art contemporain. L'activité karstique a façonné presque 1500 grottes, qui contribuent au succès du tourisme sous toutes ses formes dans l'île, parmi lesquels "Codula di Ilune" représente (76 km), plus longue grotte italienne, d'un grand intérêt biospéléologique. Les Grottes du Bue Marino longent la mer sur environ 15 km, dont une grande galerie de stalactites et stalagmites qui se reflètent dans un lac souterrain salé, avec puits de lumière naturelle et gravures du néolithique sur les parois.
Dans un pays où le tourisme pèse 13,2 % du PIB , sa division en provinces, relativement autonomes a cependant causé des disparités. Si la Sardaigne et la Calabre présentent des réalisations remarquables, il en va tout autrement en Sicile par exemple, notamment dans les iles Éoliennes en général, et sur le Stromboli, livré aux intérêts privés. Rome, Venise et Florence voient contestés un modèle de courts séjours qui n'enrichissent pas la ville et même à certaines heures de la journée, chasse les habitants du centre historique, comme à Venise. En mars 2021, les maires de Venise et Florence, Luigi Brugnaro et Dario Nardella, inquiets des « dommages causés par le tourisme de masse », ont présenté des projets de relance pour faire émerger « un nouveau modèle de tourisme, lié à la valorisation, promotion et protection des villes d'art ». Cela nécessite selon eux « plus de pouvoir afin de mieux réglementer l’industrie touristique » et une augmentation du nombre d’agents de police, des fonds pour les transports publics et une nouvelle réglementation pour les guides touristiques, mais aussi pour les locations de court terme.

#### Pays-Bas
Après l’arrivée du Covid 19, Amsterdam a élaboré un programme en sept points en faveur du développement d’un tourisme durable d’ici 2025, anniversaire de ses 750 ans, car elle « ne veut plus accueillir des personnes venues seulement pour faire la fête » sans respect pour les habitants, préférant recevoir plus de touristes dits « de qualité ». Pour les attirer, la ville a réclamé l’engagement des entreprises et décidé de régler le problème d’engorgement de certains lieux, dans une démarche pour mieux répartir les flux touristiques, via le dispositif "City Card": il informe en temps réel sur les sites publics bondés et signale d'autres lieux moins visités.

#### Slovénie
Si la Slovénie et sa capitale Ljubljana, avec le pourcentage le plus élevé d'espaces verts par habitant, ont été les destinations les plus récompensées par la Commission européenne pour le tourisme durable,, d'autres cités du Vieux continent figurent au classement des 20 villes les plus vertes établi en 2021 par le site spécialisé European Best Destinations.

#### Suède
La Suède est considérée comme en pointe du tourisme durable car œuvrant « à promouvoir le tourisme rural et régional dans des régions centrales » en plus de soutenir les transports consommant moins d’énergies fossiles. Ce fut le premier pays européen à créer, en 2002 lors du « rassemblement international de l’écotourisme », son propre écolabel, avec 80 tours opérateurs écocertifiés. Appelé "Naturens Bästa", il a six principes de base: respect des lieux et de leurs limites géographiques, soutien aux économies locales, préservation de la nature et des cultures locales, promotion de la connaissance, qualité et sécurité de chaque voyage.
Stockholm est 4e ville européenne pour les espaces verts par habitant,. Copenhague, capitale du voisin suédois, est également bien classée et se revendique l'une des villes les plus accueillantes pour les cyclistes et piétons avec 400 kilomètres de pistes cyclables sur lesquelles 1,2 million de kilomètres sont parcouruschaque jour.

#### Suisse
L'enseignement à l'École hôtelière de Lausanne, sensibilise au green nudge (« coup de pouce vert »), incitant aux « comportements écologiques d’une manière ludique », et tient compte du développement durable, secteur d’avenir, selon Peter Varga, professeur en « culture durable de l’accueil ». Les professionnels suisses étant « friands de profils qui peuvent les accompagner dans la réduction de leur empreinte carbone », il juge nécessaire un "label gouvernemental permettant d’identifier les hôtels" qui l'ont fait.
Les universitaires ont analysé la manière dont la Suisse a promu une forme de tourisme durable, basée sur la pureté du décor montagnard. Une exposition d’affiches anciennes de stations de villégiature suisses, au Musée des arts et métiers de Zurich, rééditées par l’éditeur Photoglob (Zurich), a permis de dater au début du XXe siècle la promotion du tourisme hivernal pour Davos et Saint-Moritz, au début des années 1930 pour Zermatt et à partir de 1940 pour Crans-Montana. Ces stations ont aussi beaucoup utilisé des cartes postales pour mettre en avant un caractère mondain, élitiste, dans des points de vente standardisés. Les personnages figurant les « montagnards » sont représentés uniquement sur les affiches faisant la promotion de la saison estivale deSaint-Moritz, sous les traits de jeunes femmes souriantes, vêtues de tenues « traditionnelles ».
Les cartes postales ont joué un rôle dans la création de la « montagnité » imaginaire : sur 478 vendues à Megève, les vues d’ensemble qui présentent le mont Blanc en arrière-plan dominent , alors que le mont Joly et le mont d’Arbois, emblématiques du développement des sports d’hiver à Megève avec le téléphérique de Rochebrune mis en service en 1933, et l’hôtel du Mont d’Arbois créé par la famille Rothschild, apparaissent beaucoup moins.

#### France
En tant que leader mondial du tourisme, la France "doit non seulement préserver son statut de destination privilégiée, mais aussi devenir un modèle de tourisme respectueux de l’environnement", a estimé en février 2024 Benoît Prigent dans le magazine américain Forbes. Dans l'hexagone, le tourisme de masse ne touche pas seulement des sites naturels aux périodes estivales mais aussi des villes, où il déclenche parfois l'exaspération même là où les autorités promeuvent un tourisme durable.

##### L'association créée en 2004
En 2004, l'Association « Agir pour un tourisme responsable » (ATR) a lancé une certification, destinée aux opérateurs de voyages respectant certains critères. Elle est dirigée par Julien Buot. Seize entreprises françaises ont été labellisées. Les oppositions dès sa création ont perduré, en particulier sur la question des guides employés par ces agences, soulevée par le Collectif Coprels (Collectif pour un encadrement légal et sécurisé).
En 1998, un groupe de personnes issues du tourisme rural, du développement local et de l'économie sociale et solidaire a fondé l'association Tourisme et développement solidaire puis effectué en 1999 les premiers séjours tests dans le village de Doudou au Burkina Faso.
Ensuite, une Charte nationale d'éthique du tourisme, a été élaborée par le gouvernement avec l'Union nationale des associations de tourisme et de plein air.

##### Les forum de 2010 et 2012
En 2007, L'Association des Voyageurs et Voyagistes Éco-responsables (V.V.E), tout juste créée, a édité la Charte des voyageurs éco-responsables© dans le but d'inciter les voyageurs à modifier leurs comportements et à avoir un regard sur les conséquences de certains d'entre eux. Car, très souvent, ces derniers ne sont juste pas conscients des effets induits d'attitudes qu'ils ne jugent pas néfastes, mais qui cumulées en nombre le deviennent.
En 2010, l'association organisa le premier Forum National du Tourisme Responsable (FNTR), invitant tous les acteurs identifiés du secteur, mais également des anthropologues et scientifiques. Ils furent 65 intervenants à débattre durant trois jours à Chambéry.
Depuis, sa mise en œuvre est difficile, car elle suppose la constitution d'un comité d'experts scientifiques, et le soutien de l'ensemble des acteurs du secteur, ce qui est freiné par diverses ambitions personnelles et des divergences de vues, notamment à propos de la compensation carbone préférée par certains voyagistes. L'association Cybelle planète est le premier voyagiste européen à avoir clairement affiché à ce jour sa volonté d'y participer.
En 2012, V.V.E a organisé le second FNTR à Montpellier en lien avec les universitaires de la ville, et au-delà (Mende, Perpignan, etc.).

##### Le retard français en 2014
C'est surtout depuis la pandémie de Covid-19, que le tourisme durable suscite l’intérêt en France, malgré les nombreux rapports et enquêtes rédigés depuis la commission Brundtland de 1983, qui a abouti à la rédaction en 1987 du Rapport Brundtland par la Commission mondiale sur l’environnement et le développement de l'Organisation des Nations unies, souvent transmis à l’Organisation mondiale du tourisme (OMT).
En 2014, Laurent Fabius, ministre des affaires étrangères, a établi un objectif de 100 millions de touristes internationaux stratégie la pire en matière de bilan des émissions de gaz à effet de serre (GES) du tourisme en France.
La France reste très en retard à cause de nombreux freins : désintérêt et méconnaissance des pouvoirs publics, gouvernance inappropriée et éclatée, absence de considération pour les acteurs de terrain, communication tout juste naissante de la part des entités les plus concernées : Parcs naturel régionaux et nationaux, syndicats représentant les accompagnateurs en montagne, ou enseignants des loisirs sportifs ; à l'inverse, présence trop importante sur ces sujets de voyagistes aux valeurs non prouvées, et labellisations multiples aux critères trop souvent définis en fonction d'intérêts particulier.

##### Le salon de 2018
Lors du Salon international de l'écotourisme, du voyage solidaire et participatif, tenu à Grenoble en décembre 2018, ont eu lieu les premières rencontres internationales de l'écovolontariat ; elles donnèrent naissance à la "Charte de l'écovolontaire" faisant suite à la Charte de l'écovolontariat© créée en 2015.
Le concept de « tourisme durable » a séduit aussi dans plusieurs écoles de commerce françaises, telles que l’Edhec, qui a pris en compte que la crise sanitaire causée par le Covid 19 a constitué « un aiguillon professionnel et existentiel » pour certains de ses futurs diplômés, et qui a décidé d'organiser des ateliers spécialisés, pour accompagner les élèves qui souhaitent s’engager dès le début de leur future carrière commerciale dans des secteurs comme celui-ci en s'inspirant du succès d'un ancien élève, Stanislas Gruau, sorti de l’école en 2009, qui avait abandonné un poste dans le commerce pour fonder une agence de voyages d’aventures responsables, ayant parié sur la clientèle du grand public attiré par le tourisme durable.

##### Les effets de la crise sanitaire
La crise sanitaire causée par le Covid 19 et les aides financières aux professionnels, qui sont devenues indispensables pour leur survie, a par ailleurs en France accéléré la réflexion née lors des "Entretiens de Vixouze" de septembre 2018 et consacrés au tourisme du futur sur la notion de « surtourisme » et son corollaire, celle de « tourismophobie », qui ont émergé dans des endroits très fréquentés par les visiteurs étrangers, qu'il s'agisse du temple cambodgien d’Angkor ou des grands parcs nationaux aux États-Unis, mais aussi dans de grandes capitales européennes où les habitants supportent de plus en plus mal ces afflux de touristes, tendance qui s'est retrouvée sur tous les continents,.
En cette occasion, l’association Acteurs du tourisme durable (ATD) a publié au printemps un "Manifeste pour un plan de transformation du tourisme". Ses membres expérimentent de nouvelles pratiques ou espèrent le faire après le confinement et ne veulent plus mesurer les performances d’une destination « seulement par le nombre de nuitées et le montant des dépenses des visiteurs », selon son président Guillaume Cromer.
L'association V.V.E ne partage cependant pas certains points dudit manifeste, notamment les trois premiers, représentant des intentions difficilement chiffrables et réalisables, à son avis.

##### Le rapport de l'Ademe
L'Agence de l'environnement et de la maîtrise de l'énergie (Ademe) mandatée par l’État en 2019 pour structurer une politique de développement durable du tourisme a publié son rapport en juin 2021, lasse d'attendre sa remise au premier ministre.
L'étude montre qu’un touriste d’affaires représente une intensité carbone deux fois plus élevée qu'un touriste de loisirs, séjour plus court et émissions de l'événementiel, et qu'un touriste venant de l’étranger émet environ 4 fois plus de GES par nuitée qu’un touriste national. Globalement, le poids du tourisme dans les émissions de GES est très supérieur à son apport au PIB (11,1 %, contre 7,4 %). Les trois quarts des émissions sont générées par le transport, les trajets en avion arrivant en France représentant à eux seuls 41 % du total.

##### Le réveil tardif de Paris
La ville de Paris a publié en juillet 2021 les conclusions des « Assises du tourisme durable » lancées en mars pour tenter de devenir la capitale mondiale du tourisme durable, mais selon les observateurs, l’abandon du projet de quatrième terminal à l’aéroport de Roissy-Charles-de-Gaulle a sans doute fait davantage que ne le pourra jamais la municipalité parisienne. Cette métropole jusque-là « se contentait de son hypercentre de carte postale », d'après Edith Fagnoni, professeure en géographie. Après la crise du Covid 19 s'est posée « la question d’un meilleur enracinement du tourisme dans les territoires » mais aussi celles de « l'essor du télétravail, du vélo électrique », et autre facteurs qui pourraient « pousser les Parisiens à faire davantage de tourisme rural » dans leur propre région.

##### Le réveil des voyagistes
Le réveil des municipalités après le Covid avait été précédé par celui de ceux des voyagistes qui sont le plus positionnés sur des offres « nature ». Ainsi Terres d'aventure a communiqué sur son « engagement militant en faveur de l’écologie, du tourisme responsable ». Son concurrent Allibert Trekking a annoncé à son tour des stratégies tentant de répondre au souci exprimé par une partie de ses clients: il s'est allié à la « fondation Insolite Bâtisseur Philippe Romero » et au « Livelihoods Carbon Fund » et promis qu'il absorbe depuis le 1er janvier 2018 l’intégralité des émissions de CO2 générées par le transport aérien de ses voyageurs, en vue de financer des actions contre la déforestation ou pour la restauration de la mangrove.

##### Ultra-Trail du Mont-Blanc
L'Ultra-Trail du Mont-Blanc, évènement sportif composé de sept trails (course à pied) dont quatre en ultra-endurance en pleine nature et de très longue durée, s'est voulu conçu comme un modèle exemplaire en matière d’événement éco-responsable, mais aussi, de par sa notoriété mondiale, comme une véritable tribune au service du développement durable, en profitant du fait qu'il traverse trois pays (France / Italie / Suisse), trois grandes régions alpines (Auvergne-Rhône-Alpes, la Vallée d'Aoste, le Valais) et dix-huit communes françaises, italiennes et suisses du pays du Mont-Blanc. En 2014, parmi les tours opérateurs impliqués, "Grand Angle" a été l’un des premiers à signer la Charte européenne du tourisme durable dans les espaces protégés pour ses randonnées qui ont lieu sur le parcours de l'Ultra-Trail du Mont-Blanc. Plusieurs municipalités sur le parcours, comme celle de Servoz, ont décidé de s'investir dans une stratégie de réorientation de l'accueil basée sur le tourisme durable.

##### Consultation de mai et juin 2021
Une enquête de l'Alliance du tourisme a montré que "85% des Français sont intéressés par un tourisme plus durable, mais que seulement 40% sont prêts à payer plus cher pour lui. Une consultation citoyenne en ligne a été ouverte en mai et juin 2021 pour "tenter de faire émerger des propositions d'actions concrètes visant à "faire de la France le leader du tourisme durable" sur le thème du tourisme responsable, sous l'impulsion de Jean-Baptiste Lemoyne, secrétaire d'État chargé du tourisme et d'Atout France, l'agence de développement touristique du pays, avec la participation de Nicolas Dayot, président de la Fédération nationale de l'hôtellerie de plein air (FNHPA), qui souhaite cependant ne pas "se concentrer sur la niche du tourisme durable", appelé aussi éco-tourisme", mais "rendre plus durable la totalité du tourisme français", en touchant la "clientèle qui n'a pas de goût particulier pour l'écologie".

#### Baie de Somme
En Picardie, la Baie de Somme a anticipé, par la création d'un prix se voulant prestigieux, pour faire face aux menaces croissantes de sur-fréquentation dans les espaces naturels.

#### États généraux de la transition du tourisme en montagne
En 2021, des États généraux de la transition du tourisme en montagne sont organisés à Métabief (Jura) par l'association Mountain Wilderness, avec le Syndicat National des Accompagnateurs et Montagne et le Syndicat national des moniteurs de ski.

### Reste du Monde

#### Arctique
L'entrée en vigueur de l'interdiction progressive du fioul lourd dans l'ensemble de l'Arctique est prévue pour 2024 après celle du plastique jetable dès 2018. À 1 300 kilomètres du pôle Nord, le Spitzberg, région qui se réchauffe trois fois plus vite que la planète et où 65% des espaces sont protégés, compte sur le tourisme, l'un des principaux employeurs.

#### Bolivie
En Bolivie, un éco-lodge très reculé appelé Chalalan est l'un des projets communautaires indigènes de préservation de l'environnement et de développement durable les plus en vue du parc national Madidi. Il a apporté de l'aide concrète à une population démunie, tout en menant une recherche sur 150 expériences de tourisme communautaire similaires, où le taux d'occupation moyen était de 5%. Son aide s'est révélée très diverse : médecin, éducation, emplois, et accès à la communication avec un bateau et une radio CB.

#### Cuba
Cuba a développé un réseau de réserves naturelles, parcs nationaux, paysages naturels protégés, réserves écologiques, refuges pour la faune, et réserves floristiques, visant les standards de l'écotourisme : analyse et recensement des biotopes ou espèces à protéger par des scientifiques, puis calcul la capacité de charge (touristique) du lieu. Les infrastructures d'accueil recourent à des matériaux naturels de type paillotes et sont confiées à des personnes issues de la région, formées, avec un emploi stable et pérenne. Victime d'un embargo depuis 60 ans, Cuba importe très peu, avec une économie de proximité, mais y pratiquer un tourisme se voulant durable requiert une bonne connaissance du pays et du réel niveau de vie des habitants.

#### Équateur
Le président équatorien Lenin Moreno a souhaité dans les années 2010 faire du tourisme durable un pilier de l'économie, davantage que le pétrole brut. En 2017, l'Équateur avait au total accueilli 1,6 million de visiteurs, soit 14% de plus en un an, mais beaucoup moins que des pays voisins comme le Pérou, et il a souhaité, pour éviter la dérive du Machu Picchu, préserver son archipel volcanique des Galapagos, constitué de 19 grandes îles et de dizaines d'îlots rocheux.

#### États-Unis
Selon des chiffres cités par le magazine Challenges, le simple fait de réserver un aller Paris/New-York pour une personne correspond à l'émission de une tonne de CO2, soit l’équivalent de 1.961 repas végétariens. C'est aux États-Unis que le premier hôtel zéro carbone ouvre ses portes en 2022.

#### Galapagos
L'archipel souhaite préserver ses espèces menacées, et son pays, l'Équateur, "être drastique quant à la protection de l'environnement". La fréquentation avait été jusqu'à atteindre 245 000 visiteurs par an, un plafond qui pourrait être inscrite dans la loi, comme l'a réclamé Walter Bustos, directeur du Parc national des Galapagos. L'archipel a été déclaré « Parc national » dans les années 1950, de manière que près de 97 % de la surface émergée soit protégée et entourée d'une réserve marine de 138,000 km2, l'une des plus grandes au monde, dont un sanctuaire marin, la zone de 38 000 km2 entre les îles Darwin et Wol f, qui compte la plus importante biomasse de requins au monde. Les constructions y sont sévèrement encadrées, dans un but d'éco-durabilité : promotion des énergies renouvelables. L'aéroport est alimenté à l'énergie solaire et éolienne et sacs plastique interdits.

#### Indonésie
Les polémiques et critiques sur les nuisances du tourisme en milieu insulaire, ont affecté Bali, qui a « accédé à la modernité et à la mondialisation par sa mise en tourisme », lui permettant en 2015, d'être visitée par 4 millions de touristes internationaux, mais dépassé par le tourisme domestique, qui atteint 7,15 millions5. Bali fut considéré comme un laboratoire d’analyse très observé pour le tourisme durable car y ont été « tentés des projets de développement touristique durable depuis 1987 et 1989 ».

#### Japon
Dans le classement établi par le guide Lonely Planet sur le tourisme durable figure une île japonaise réputée pour ses sources chaudes naturelles, appelées également des "onsen", et ses volcans, l'île d'Hokkaido.

#### Kenya
Au Kenya, l'organisme Ol Malo s'est intéressé à des petits villages épargnés par le tourisme de masse, situés dans un escarpement accidenté donnant sur les terres ancestrales, au sein d'une réserve privée, sur les rives de la rivière Uaso Nyiro, entre les zones arides du nord et les monts Aberdares, à la limite nord du plateau de Laikipi et il n'emmène les touristes chez les habitants qu'à leur invitation, et sur une base strictement non-commerciale, tout en contribuant à éradiquer une maladie locale provoquant la cécité, en opérant 200 personnes et en installant des structures de soin et d'éducation sanitaire dans le pays. Il a reçu un des grands prix remis lors de l'édition 2006 du salon World Trade Market, à Londres.

#### Laos
Plutôt que le tourisme de masse de son voisin thaïlandais, le Laos, ouvert aux visiteurs étrangers dans les années 1990, a choisi l'éco-tourisme pour assurer leur pérennité à ses richesses historiques et naturelles, en particulier celles de la province de Louang Namtha, dans l'extrême nord . De 20.000 en 1999, les visiteurs des 220 000 hectares du Parc national de Nam Ha sont passés à près de 250.000 en 2010.
Les autochtones de plusieurs dizaines de villages y ont signé avec des agences de la région, via un partenariat avec l'Unesco lancé en 1999, des contrats pour s'occuper de l'accompagnement, la découverte de la cuisine traditionnelle et l'hébergement plafonné à deux fois par semaine, pour huit touristes au maximum, et l'entretien des sentiers par les villageois.

#### Maroc
Après la crise des "subprime" de 2008, le Maroc s'est aperçu que les touristes voyagent "moins loin" et plus souvent dans le cadre de "séjours plus courts pour un meilleur rapport qualité-prix". Le ministre marocain du Tourisme, avait ensuite constaté qu'ils viennent à "plus de 65%" de France et d'Espagne, deux-tiers d'entre eux se limitant à une des deux villes les plus fréquentées, Marrakech et Agadir. Le pays avait alors souhaité gagner des visiteurs venus de Russie, d'Europe de l'Est, des pays arabes et de Chine et annoncé un plan pour mobiliser auprès des banques marocaines environ 50 milliards de dirhams (4,5 milliards d'euros) sur cinq ans de prêts au secteur touristique, afin de favoriser cette diversification des destinations et des visiteurs et d'accueillir 10 millions de touristes en 2010 contre 8 millions de touristes en 2008. À la fin des années 2000, des propositions avaient été effectuées pour déterminer la juste place du tourisme durable dans la stratégie de développement de ce secteur d'activité, qui est l'un des tout premiers pour l'économie du Maroc.

#### Monde arabe
Le développement de la téléréalité a été critiqué pour sa tendance à uniformiser les pratiques touristiques, en particulier dans le cas de Dubaï, qui vante auprès de tous les influenceurs du monde les bienfaits de la destination (impôts nuls, sécurité garantie, connectivité inégalable), se présentant comme le centre mondial du tourisme de shopping au long cours, en opposition totale avec les nouvelles aspirations du tourisme durable.

#### Polynésie
En milieu insulaire, et notamment dans l'archipel de Polynésie, le tourisme est souvent accusé de favoriser le développement de l’urbanisation et de bétonner les territoires, mais aussi d'exercer une pression sur les ressources en eau, la circulation routière, et la gestion des déchets, avec également des effets critiquables sur l’environnement, l’économie et les sociétés humaines. Du coup, la qualité environnementale est parfois devenue un argument de promotion touristique lorsqu'elle est à la hauteur.
Vitrine du territoire polynésien, l'île de Bora-Bora, haut lieu du tourisme international, a connu un développement touristique dans les années 1960, qui s’est accentué à la fin des années 1990, ce qui fait que 60% environ des touristes internationaux y passent, même si sa fréquentation reste peu importante. À Maupiti, île voisine, les habitants ont préféré des structures d’hébergement chez l’habitant (pensions de famille, fare d’hôtes, etc.) car les « structures hôtelières ont une emprise sur terre et sur le lagon plus importante ». Ces dernières ont alors envisagé des « logiques de développement durable » de type "tourisme durable" qu'elles ont mis en avant car elles ont un « poids beaucoup plus fort en termes de retombées économiques, et notamment d’emplois directs et indirects ».

#### Seychelles
Le rachat d'une partie de la dette publique de l'archipel des Seychelles par des organisations de défense de l'environnement soucieuses de promouvoir le tourisme durable s'est effectué en échange d'un engagement du pays: que le territoire marin - plus de 1,3 million de km2 - soit protégé 30% à partir de 2020, dans le cadre d'un programme spécifique. Mais la marge de progression vers un tourisme durable est jugée "encore importante" dans un pays qui doit importer plus de 90% de ses biens faute de zones agricoles suffisantes.
Le gouvernement a décrété en 2015 un moratoire sur la construction de grands hôtels sur les trois îles principales, Mahé, Praslin et La Digue, dans le but de promouvoir des établissements plus petits. Malgré cela, en dix ans la fréquentation a doublé : considérées comme un simple "paradis du tourisme de luxe", les Seychelles ont accueilli plus de 360.000 visiteurs en 2018, principalement européens, soit près de quatre fois la population de cet archipel de 115 îles.

#### Thaïlande
Afin d'assurer la couverture d'assurance des touristes étrangers et "l'amélioration des infrastructures pour un tourisme durable", le gouverneur de l'Autorité du tourisme de Thaïlande, Yuthasak Supasorn a annoncé à la fin de l'année 2022 la création d'un droit d'entrée à ses voyageurs. Pour les touristes qui arrivent en avion, cette taxe sera perçue directement à l'arrivée, au moment du passage des douanes.

##### Tanzanie
Le tourisme durable en Tanzanie se concentre sur la minimisation des impacts environnementaux et sociaux négatifs du tourisme tout en maximisant les bénéfices économiques et en promouvant la conservation du patrimoine culturel. Le pays a mis en œuvre diverses initiatives pour soutenir les pratiques durables, notamment des lodges écologiques, des projets de tourisme communautaire et des efforts de conservation de la faune. Les parcs nationaux et les réserves, tels que le Serengeti et le cratère du Ngorongoro, sont gérés pour équilibrer le tourisme et la conservation. Les efforts visant à impliquer les communautés locales dans les activités touristiques contribuent à garantir que les bénéfices économiques sont partagés et que les traditions culturelles sont préservées. Des politiques et des réglementations sont en place pour guider le développement du tourisme durable, en promouvant les voyages responsables et la gestion environnementale.

## Véhicules du tourisme durable
Le recours à un carburant de substitution comme un biocarburant a permis d'exprimer un souci de respect de l'environnement tourisme durable pour des équipements touristiques comme le Train Rouge des Pyrénées-Orientales, allant de Rivesaltes à Axat , alors que divers récents sondages montrent que les 18-34 ans "privilégient toujours la voiture ou l'avion pour voyager", ou encore le van, "en plein boom" mais pour lequel, selon les chiffres de l'ADEME, les émissions de carbone sont supérieures à un déplacement en avion, avec "environ 400 grammes par kilomètre pour le van contre 300 pour l'avion".
Les engins à quatre roues qui avancent à la seule force des mollets sur des voies ferrées désaffectées ont promu une forme de "slow tourisme" permettant de parcourir "à son rythme des paysages inaccessibles autrement". La France totalise 50 réseaux de vélorail et un millier de kilomètres de voies, selon la Fédération des vélorails de France, dont certains parcourus aussi par des trains touristiques historiques.
La pratique du camping est considérée par 58 % des Français comme la plus compatible avec les principes du tourisme durable, devant les hôtels (24%) et les résidences ou clubs de vacances (18%).

## Rôle des paysans
L'écotourisme, centré sur la découverte des écosystèmes, agroécosystèmes ou de la biodiversité, tend à réduire son empreinte écologique.
En milieu rural, les paysans ont une place centrale à jouer dans le tourisme durable et un rôle direct, étant « au cœur des dispositifs de préservation et d’attractivité [des] territoires », pas seulement dans la volonté de « développer l’agritourisme » , mais aussi dans les « dispositifs de préservation et d’attractivité [des] territoires » concernés.
L'agritourisme ou "agrotourisme", parfois assimilé au "tourisme à la ferme", vise la découverte des savoir-faire agricoles d'un territoire, et par extension des paysages, des pratiques sociales et des spécialités culinaires découlant de l'agriculture.
Selon Atout France, les séjours en zone rurale ont représenté 32% de la saison estivale 2022 chez Airbnb, juste après le balnéaire. Airbnb a signé un partenariat avec l'Association des maires ruraux de France (AMRF) pour y inciter à «15.000 hébergements touristiques de qualité». Fin 2022, un tiers des annonces de la plateforme y était situées selon le bulletin de la Mutualité sociale agricole (MSA), avec des nuitées en augmentation de 80% en trois ans.
Des sites mettent en relation touristes et monde agricole, comme Accueil Paysan (800 structures en France), les start-up Oh la Vache ! et Parcel, ou encore "Bienvenue à la ferme", marque nationale des Chambres d’agriculture, qui revendique un réseau de 10000 agriculteurs. Le département très rural de l'Ardèche a obtenu en 2024 la première place du classement GreenGo de "l'écoresponsabilité", avec la note de 94/100, devant le Finistère et la Gironde, grâce à de bonnes notes sur « les questions de l'alimentation, des déchets, de la gestion de l'eau et de l'énergie ». Dans ce département, en 2023, 16 millions de nuitées ont été enregistrées, en progression de 6 % sur un an.
Sur les 23 villages du monde sélectionnés par l'OMT pour leurs capacités à allier tourisme et préservation de la nature, une petite moitié est située en Europe: 3 en Espagne, 2 en Italie, 2 en Suisse, 1 en Autriche, 1 en Slovénie et 1 en Georgie.
Un rôle d'accompagnement vers la transition écologique est joué par la Chambre de commerce et d'industrie dans certains départements comme le Gers, connu pour le foie gras, le confit, les cous farcis ou l'armagnac, mais aussi l'e-tourisme.

## Impact et popularité

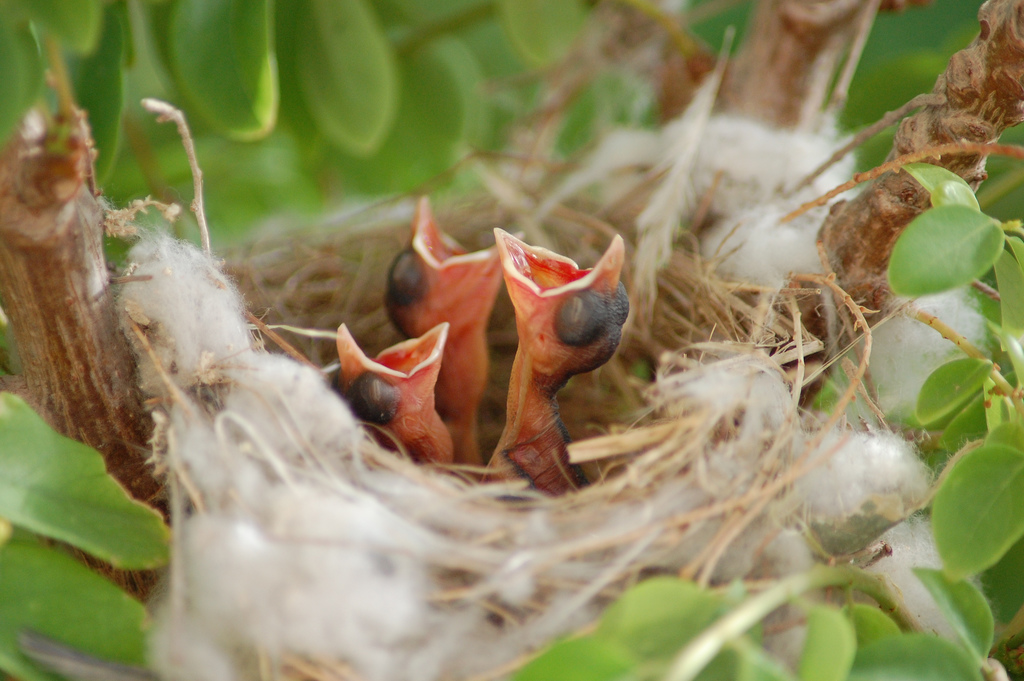
Oisillons dans un nid

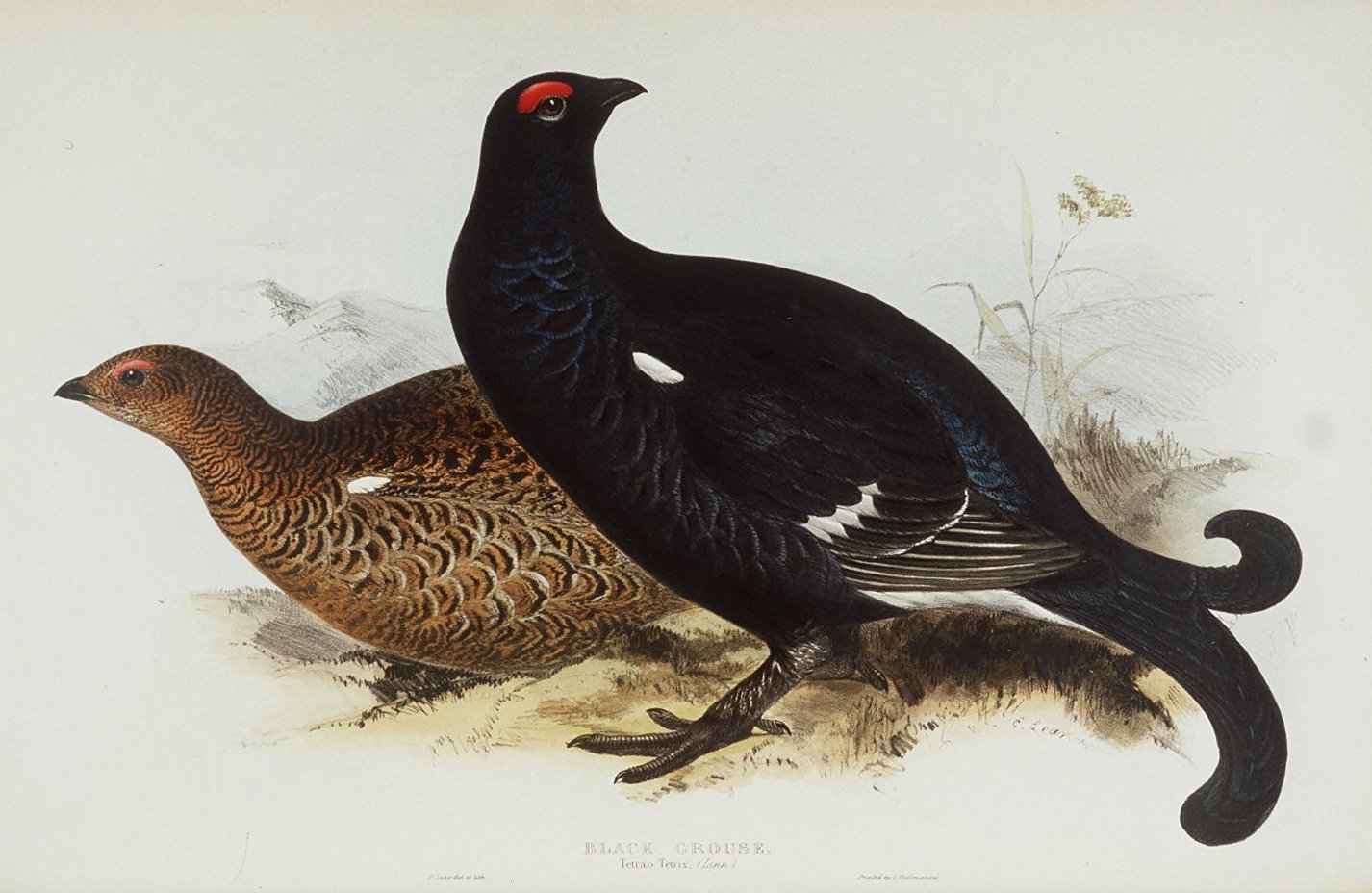
Tétras lyre

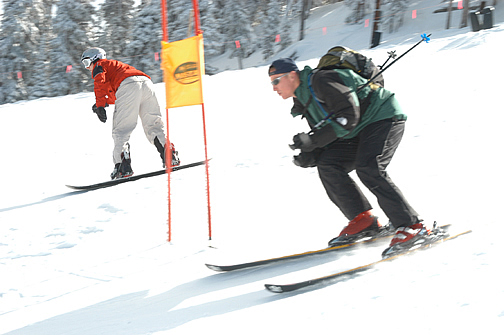
Ski alpin et Snowboard

L'idée de "tourisme régénératif", défendue par Travel Oregon au États-Unis, Îles Féroé, Nouvelle-Zélande et région Italienne de Dolomiti Paganella, vise un impact positif sur la localité et l'écosystème de la destination d'accueil, plutôt que simplement neutre, en réparant les effets négatifs des touristes antérieurs.

### Impact sur la faune
Parmi les impacts significatifs du tourisme, les oiseaux nicheurs, la reproduction des poissons, des animaux des berges et lisières massivement fréquentées par les touristes. En montagne, le dérangement causé par les visiteurs est une des causes importantes de raréfaction ou de disparition d’espèces animales comme le Tétras lyre. Le tourisme hivernal avec les sports d'hiver a des impacts environnementaux importants via l'urbanisme touristique: déboisement pour la création de pistes de ski, détournement de ressources en eau pour alimenter les canons à neige, dérangement de la faune à une période difficil. Le tourisme durable cherche à faciliter des transports plus sobres en énergie: train, vélo, et valoriser les produits locaux. Une campagne de communication des géants du numérique a vanté les mérites des visites virtuelles en ligne, ou par casques immersifs, visant à réduire la pression touristique sur certains sites, et l'impact carbone en remplaçant certains voyages.

### Le rôle du ski
Dans les massifs montagneux français, où le ski pèse 82 % du chiffre d’affaires, le tourisme durable est devenu une nécessité face au changement climatique et amène à réfléchir à la diversification.
L’association Mountain Riders a créé un label des engagements durables reliant 27 domaines skiables, avec 3 niveaux, 1, 2 ou 3 flocons et 21 critères pour prétendre à son obtention. Parmi elles, Crest-Voland Cohennoz, La Rosière, Les Saisies, Passy et Auron.

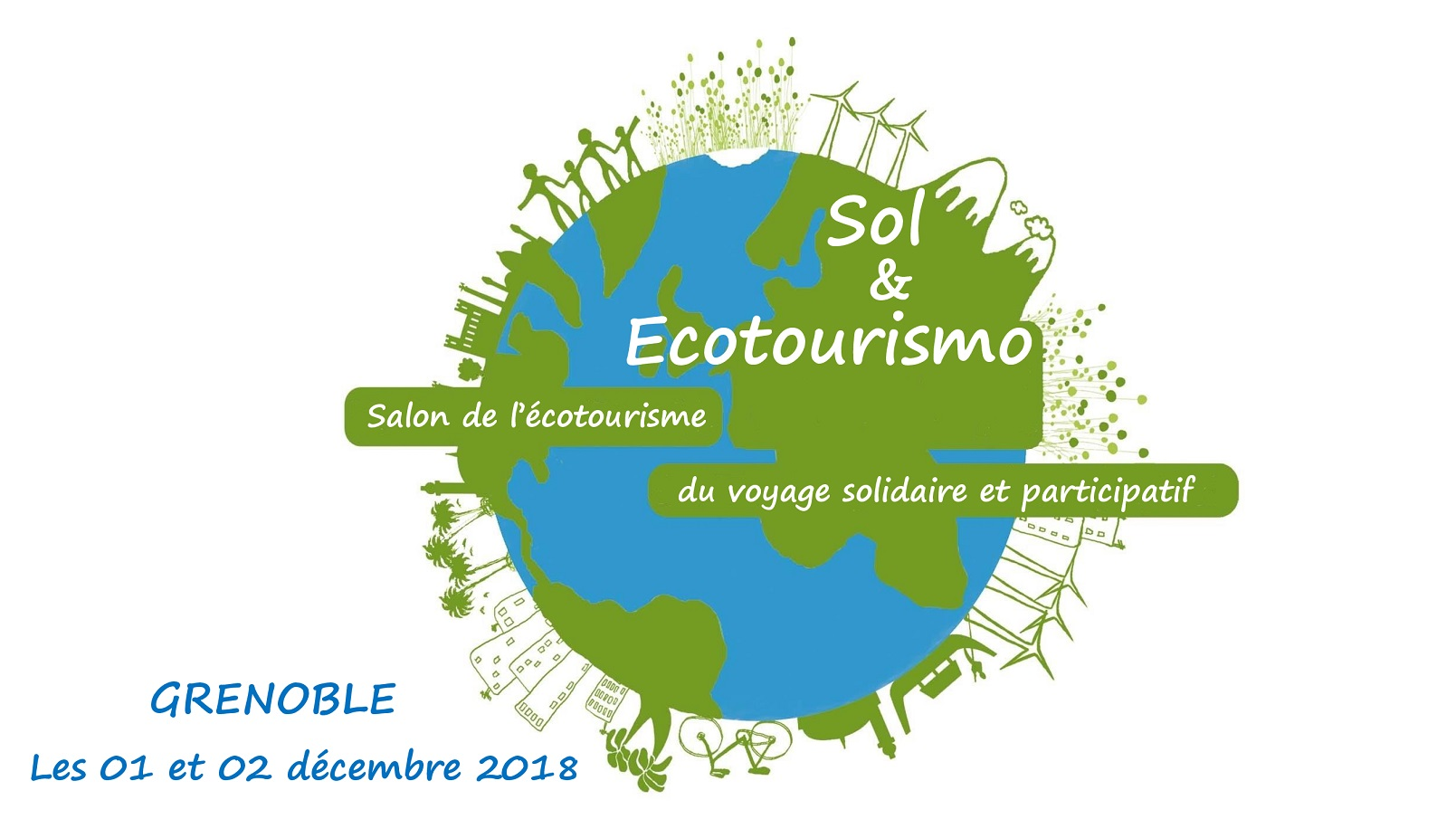
Au début des années 2010, Clémence Perrin-Malterre, docteure en STAPS et sociologue du sport a montré que l'évolution des ressources touristiques est aussi le fait des pratiques professionnelles, notamment celles des prestataires sportifs de moyenne montagne qu’elle a rencontrés. Face à la demande pour un tourisme durable s'est créée une dynamique interactive entre les demandes et les différents projets des prestataires.

### Sondages
- Sept Français sur dix ont "une idée vague voire aucune idée" de ce qu'implique le tourisme durable, selon la 2e édition du baromètre sur le tourisme durable publié pour la chaîne de camping Flower Campings en partenariat avec l’institut d’études Madeinvote [110].
- 70 % des voyageurs du monde entier se sont dits en 2019 plus enclins à réserver un hébergement écologique et 55 % plus déterminés à faire des choix de voyage durable[125],[1].
- 77 % des Français désiraient en 2023 voyager de façon plus durable au cours des 12 prochains mois[126], en hausse sur les 72% de 2022,
- 77 % des Français cherchent à respecter l’environnement et les populations locales lors de leurs voyages[127],[9].
- 85% des Français sont intéressés par un tourisme durable, mais que seulement 40% sont prêts à payer plus cher pour lui[85],[128].
- 41,6% des sondés souhaitent voyager moins loin pour réduire l'empreinte carbone[129].
- En tête des dix destinations jugées les plus durables en France, Nantes, Angers, Lyon, Strasbourg et Carcassonne, puis Aix-en-Provence, Bordeaux, Dijon, Montpellier et Toulouse[130].
- Un sondage Opinionway montre que la concentration des vacances scolaires freine le voyage durable[131]. En France, des professionnels du tourisme souhaitent ainsi augmenter le nombre des zones de vacances scolaires[131], actuellement de trois. La question est moins sensible en Allemagne, où chacune des 16 provinces a sa zones scolaires[131] et en Espagne, où chacune des 17 communautés autonomes choisit ses propres dates[131].

Grenoble est la 10e ville la plus verte d'Europe selon le site spécialisé European Best Destinations, mais Ljubljana est la plus récompensée par la Commission européenne pour le tourisme durable, mais l'émulation joue aussi entre régions, comme en Bourgogne Franche-Comté, d'autant que formules de tourisme durable intéressent jusqu'aux touristes asiatiques

### Rôle des émissions de télé-réalité
Les émissions de téléréalité ont parfois été accusées de développer l’imaginaire et la notoriété des destinations touristiques stéréotypées.
Les effets négatifs de la télé-réalité sur le tourisme ont été mis en avant par des professionnels en Espagne en 2021, au moment où la version espagnole de l'émission de téléréalité L'Île de la tentation devait débuter sur l'île d'Ibiza, les autorités locales ont préféré mettre fin au projet pour ne pas contribuer davantage à l’image du tourisme festif sur leur territoire.

## Devoir de vigilance
Le tourisme est concerné par la nouvelle contrainte juridique européenne du devoir de vigilance. Des millions de voyageurs à travers le monde ignorent comment sont traités les salariés des pays d'accueil ou la surconsommation hôtelière de l’eau, qui peut assécher les nappes phréatiques.

#### Chartes
- Charte européenne pour le tourisme durable dans les espaces protégés
- Ressources relatives à la Charte Européenne du Tourisme Durable (CETD) sur les aires protégées présentée officiellement le 8 avril 1999 à Lille. La Charte évolue depuis la version de 2000, selon les avancées des aires protégées. Les sept premiers signataires, dont deux français, ont obtenu la Charte en octobre 2001, suivi de 10 autres parcs en 2002 et 2003.
- Comité 21, Charte du tourisme durable (Annexes)

#### Institutions
- (en) Développement durable de l'écotourisme (Organisation mondiale du tourisme)
- (en) United Nations Environment Programme Division of Technology, Industry, and Economics Sustainable Consumption & Production Branch (site du Programme des Nations unies pour l'environnement)
- « La politique européenne du tourisme » de l'Union européenne